# Astragalus aquilonius
Astragalus aquilonius es una  especie de planta herbácea perteneciente a la familia de las leguminosas. Es originaria del Norteamérica

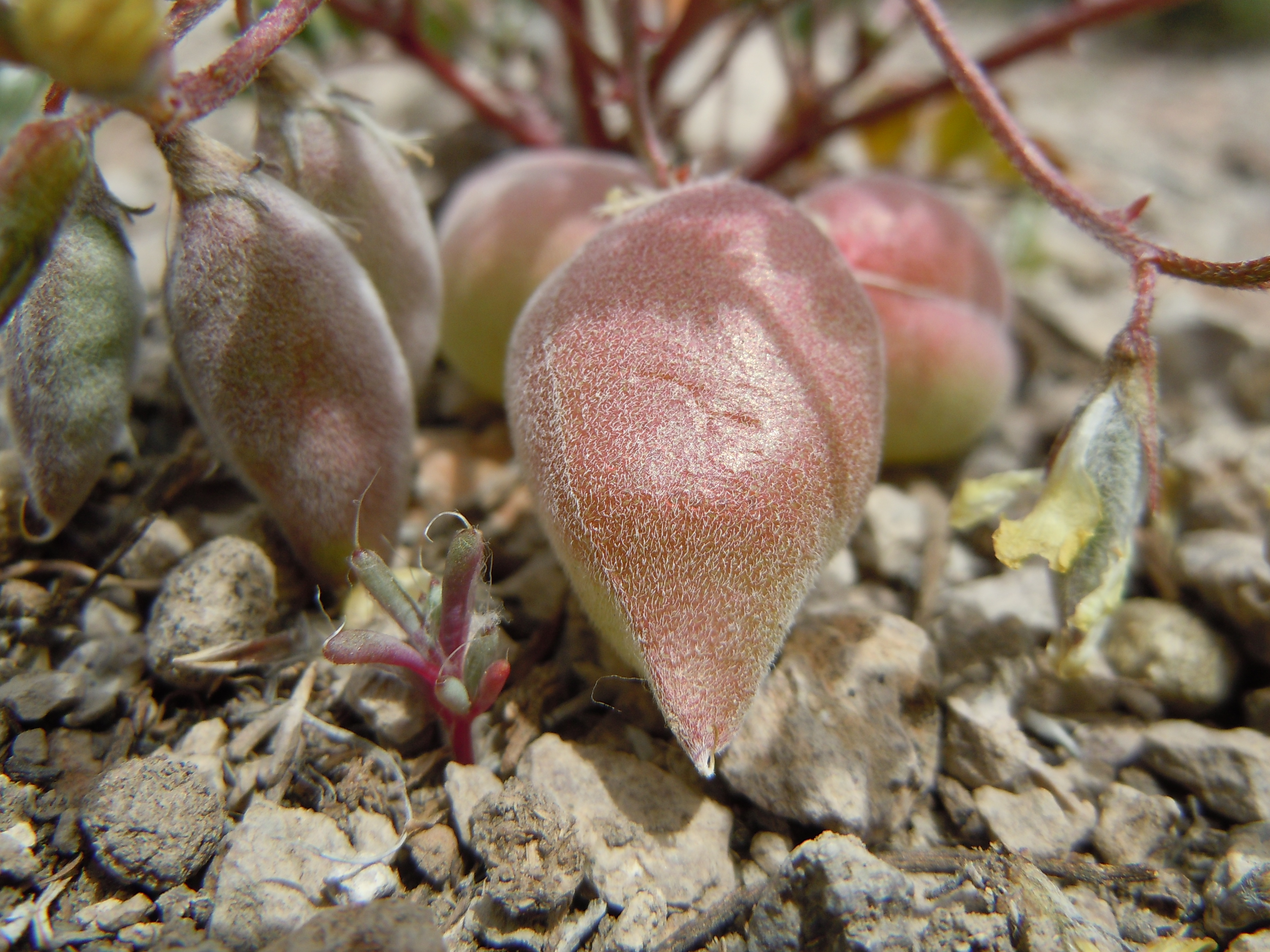
Frutos

Es una planta herbácea perennifolia originaria de los Estados Unidos que se distribuye por Idaho.

## Taxonomía
Astragalus aquilonius fue descrita por  (Barneby) Barneby y publicado en Memoirs of The New York Botanical Garden 13: 875–876. 1964.
Etimología
Astragalus: nombre genérico derivado del griego clásico άστράγαλος y luego del Latín astrăgălus aplicado ya en la antigüedad, entre otras cosas, a algunas plantas de la familia Fabaceae, debido a la forma cúbica de sus semillas parecidas a un hueso del pie.
aquilonius: epíteto geográfico que alude a su localización en Aleppo. 
Sinonimia
- Astragalus wootonii var. aquilonius Barneby	[4]